# Ezzo
Ezzo fue un sacerdote alemán de Bamberg, del siglo XI, autor de poemas famosos sobre milagros.
Escribió un poema conocido como Cantar de los milagros de Cristo (Cantilena de miraculis Christi), en alemán Anegenge o "el comienzo". El poema fue encontrado por Barack en un manuscrito de Estrasburgo del siglo XI; pero solo se transcribían algunas estrofas. El cantar completo se encontró posteriormente con sus treinta y cuatro estrofas en el manuscrito de Vorau. 
El Vita Altmanni relata que en 1065, cuando se extendieron rumores sobre la inminencia del fin del mundo, mucha gente comenzó a peregrinar a Jerusalén capitaneados por el obispo Gunther de Bamberg, y que Ezzo compuso el poema para esta ocasión. La estrofa que abre el manuscrito de Vorau no menciona la peregrinación, sino que solo dice que el obispo ordenó a Ezzo escribir la canción. El efecto, se nos dice, es que todo el mundo hizo votos monásticos. 
El poema fue escrito en  lengua franca oriental, y relata en lenguaje solemne la creación, caída y redención de la humanidad.

## Ediciones
- P. Piper, y Steinmayer (en Müllenhoff y Scherer) "Denkmäler deutscher Poesie und Prosa aus dem VIII-XII Jahrhundert", Berlín, 1892).